# Manfred Mann (Band)
Manfred Mann waren eine britische Beatband, die von 1962 bis 1969 existierte. Der Bandname ist identisch mit dem des Gründungsmitglieds und Keyboarders Manfred Mann. Nach den Beatles und den Animals waren Manfred Mann mit der Single Do Wah Diddy Diddy die dritte englische Band, die den 1. Platz der US-amerikanischen Charts erreichte. Mit Pretty Flamingo und dem von Bob Dylan geschriebenen Mighty Quinn hatte sie in den USA zwei weitere Nummer-eins-Hits. In Deutschland erreichten Ha! Ha! Said the Clown und Mighty Quinn die Spitze der Hitparaden.

## Geschichte
Manfred Mann und der Schlagzeuger Mike Hugg formierten 1962 in London die Mann Hugg Blues Brothers. Paul Jones übernahm den Gesang, Dave Richmond spielte die Bassgitarre. Als Leadgitarrist kam Mike Vickers hinzu, der auch Altsaxophon und Flöte spielte.
1963 kam die Band beim Plattenlabel EMI unter Vertrag. Ihr Name wurde auf Geheiß des Produzenten John Burgess in „Manfred Mann“ geändert. Im Juli jenes Jahres wurde mit dem bluesigen Instrumentalstück Why Should We Not?, das die Gruppe in der folgenden Silvestershow im Fernsehen präsentieren konnte, die erste Single veröffentlicht. Im Jahr darauf spielte die Band mit dem Lied 5-4-3-2-1 die Eröffnungsmelodie für die wöchentliche Musikshow Ready Steady Go des britischen Fernsehkanals ITV ein. Das Stück erreichte Platz 5 der Britischen Musikcharts.
Dave Richmond verließ die Band kurz darauf und wurde durch Tom McGuinness ersetzt. Der erste selbstgeschriebene Hit der Band war Hubble Bubble (Toil And Trouble). Im Juni 1964 nahm die Gruppe in den Abbey Road Studios das Lied Do Wah Diddy Diddy auf, eine Coverversion der US-amerikanischen Gesangsgruppe The Exciters, die damit nur mäßigen Erfolg gehabt hatte. Die Manfred-Mann-Version erklomm in Großbritannien und den USA die Spitze der Charts. Mit einem weiteren Cover, Sha La La von der Girlgroup The Shirelles, erreichte Manfred Mann in Großbritannien Platz drei.
Der Erfolg ging – zumindest die veröffentlichten Singles betreffend – mit einer Abkehr vom bislang eher blues- und jazzorientierten Musikstil hin zu poppigeren Arrangements einher. Auf ihren Alben blieb die Band ihrem Stil jedoch treu. Im September 1964 veröffentlichte sie, nachdem bereits eine EP vorausgegangen war, mit The Five Faces of Manfred Mann ihr erstes Album. Es umfasste, neben Eigenkompositionen, Interpretationen von Howlin’ Wolfs Smokestack Lightning, Ann Coles Got My Mojo Working und Bo Diddleys Bring It To Jerome. Die US-amerikanische Ausgabe wich vom Original ab, sie enthielt die Hits Hubble Bubble (Toil And Trouble), Do Wah Diddy Diddy und Sha La La.
Oh No Not My Baby, ein Maxine-Brown-Cover aus der Feder von Gerry Goffin und Carole King, erreichte im Frühjahr 1965 in Großbritannien Platz 11. Das zweite Album Mann Made kam im Oktober 1965 heraus. Es enthielt unter anderem das Bluesstück Stormy Monday von T-Bone Walker (im Original Call It Stormy Monday (But Tuesday Is Just As Bad)). Die EP The One in the Middle aus demselben Jahr enthielt mit With God on Our Side erstmals ein Bob-Dylan-Cover. If You Gotta Go, Go Now, ebenfalls von Dylan geschrieben, kletterte in Großbritannien auf Platz zwei.
Im Frühjahr 1966 erklomm Pretty Flamingo die Spitzen der UK- und US-Charts. In jenem Jahr verließen Mike Vickers und Paul Jones, auf den Mike d’Abo als Sänger folgte, die Band. Tom McGuinness übernahm die Leadgitarre, neuer Mann am Bass wurde Jack Bruce. Bruce, der noch im selben Jahr zu Cream wechselte, ist nur auf Pretty Flamingo und der EP Instrumental Asylum zu hören, sein Nachfolger wurde Klaus Voormann.
1966 wechselte die Band zum Schallplattenlabel Fontana, neuer Produzent wurde Shel Talmy. EMI brachte die Sampler Mann Made Hits (1966) und Soul of Mann (1967) sowie bisher unveröffentlichtes Material auf den Markt. Den unfertigen Song You Gave Me Somebody to Love ließ EMI zur Empörung der Band mit Studiomusikern vervollständigen. Er erreichte Platz 36 in den britischen Charts.

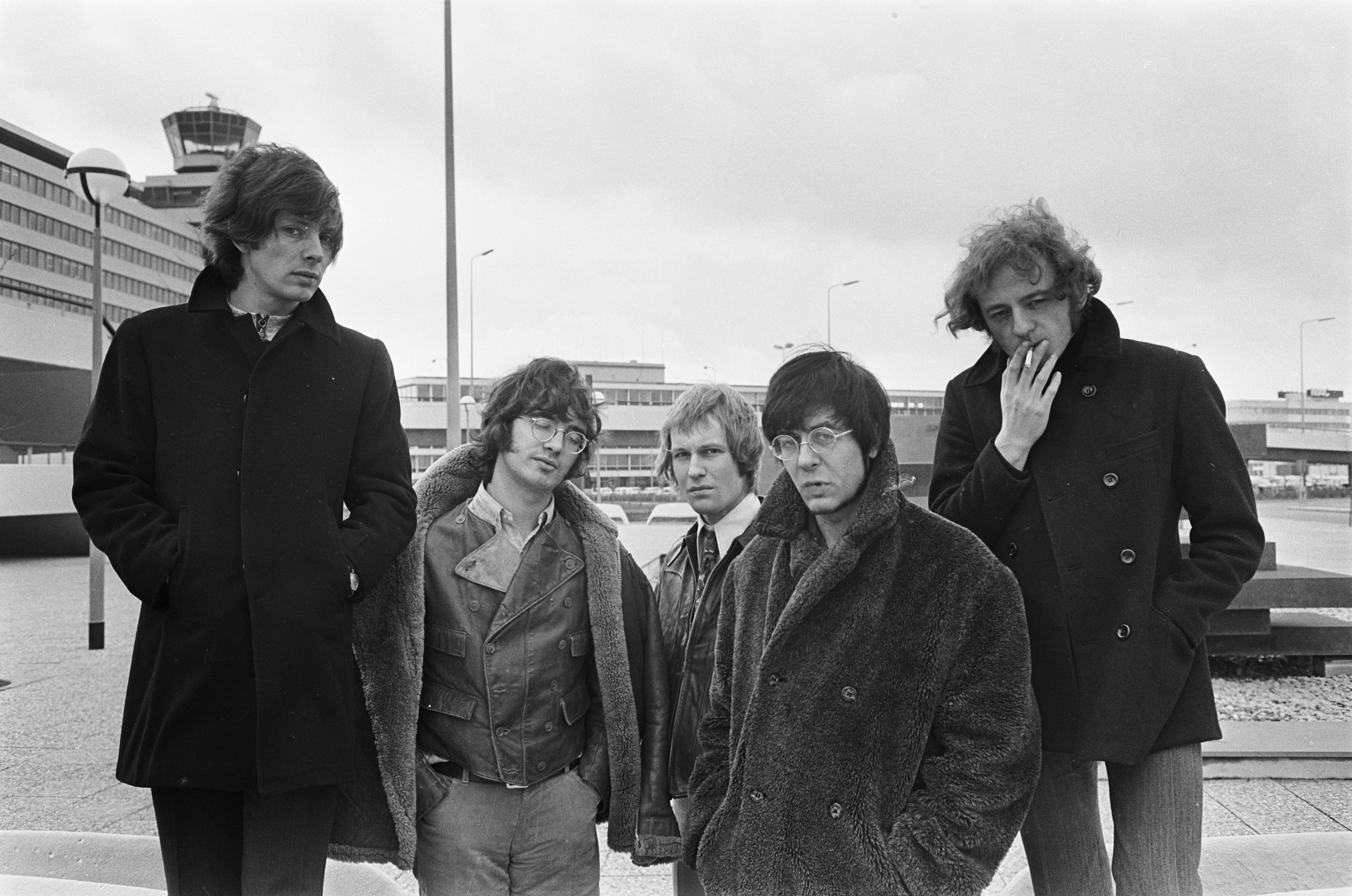
Manfred Mann (1968)

Die Single Just Like a Woman, wiederum ein Bob-Dylan-Cover, kam in Großbritannien auf Platz zehn. Dort erreichten noch im selben Jahr Semi-Detached Suburban Mr. James und 1967 Ha! Ha! Said the Clown die Plätze zwei bzw. vier. Im Dezember 1966 erschien die EP Instrumental Assassination, wie die Vorgänger mit Coverversionen bekannter Songs.
Ihren ersten Nummer-eins-Hit in Deutschland hatte Manfred Mann im Juli 1967 mit Ha! Ha! Said the Clown. Bei der Aufnahme des von dem britischen Musiker Tony Hazzard geschriebenen Liedes über einen schadenfrohen Komiker wurde auch ein damals neuartiges Mellotron eingesetzt.
Die Covers Sweet Pea (im Original von Tommy Roe) und So Long, Dad (Randy Newman) floppten in den Charts. Erst 1968 gab es – vom Low-Price-Sampler What A Mann abgesehen – wieder Alben: den Soundtrack Up the Junction zum gleichnamigen Film und Mighty Garvey!, das letzte Album der Gruppe. Mighty Quinn aus der Feder von Bob Dylan bescherte der Band Anfang 1968 einen letzten Nummer-eins-Hit in Großbritannien. In Deutschland kletterte das Lied ebenfalls auf die höchste Chartposition.
Auch die drei letzten Singles konnten sich in Großbritannien in den Top 10 platzieren: My Name Is Jack und Fox On The Run im Juni bzw. Dezember 1968, Ragamuffin Man im Jahr darauf.
1969 löste sich die Gruppe auf. Mann und Hugg kehrten der populären Musik den Rücken und gründeten im Oktober 1969 die Experimental-Jazzrock-Formation Manfred Mann Chapter Three. Manfred Mann gründete dann 1971 seine bis heute aktive Band Manfred Mann’s Earth Band.

## Diskografie
Studioalben

| Jahr                           | Titel Musiklabel Katalog-Nr.                                                      | Höchstplatzierung, Gesamtwochen/‑monate, AuszeichnungChartplatzierungen (Jahr, Titel, Musiklabel Katalog-Nr., Platzierungen, Wochen/Monate, Auszeichnungen, Anmerkungen) | Höchstplatzierung, Gesamtwochen/‑monate, AuszeichnungChartplatzierungen (Jahr, Titel, Musiklabel Katalog-Nr., Platzierungen, Wochen/Monate, Auszeichnungen, Anmerkungen) | Höchstplatzierung, Gesamtwochen/‑monate, AuszeichnungChartplatzierungen (Jahr, Titel, Musiklabel Katalog-Nr., Platzierungen, Wochen/Monate, Auszeichnungen, Anmerkungen) | Höchstplatzierung, Gesamtwochen/‑monate, AuszeichnungChartplatzierungen (Jahr, Titel, Musiklabel Katalog-Nr., Platzierungen, Wochen/Monate, Auszeichnungen, Anmerkungen) | Höchstplatzierung, Gesamtwochen/‑monate, AuszeichnungChartplatzierungen (Jahr, Titel, Musiklabel Katalog-Nr., Platzierungen, Wochen/Monate, Auszeichnungen, Anmerkungen) | Anmerkungen |
| Jahr                           | Titel Musiklabel Katalog-Nr.                                                      | DE | AT | CH | UK | US | Anmerkungen |
| ------------------------------ | --------------------------------------------------------------------------------- | --- | --- | --- | --- | --- | --- |
| als Manfred Mann               |                                                                                   | | | | | | |
|                                |                                                                                   | | | | | | |
| 1964                           | The Five Faces of Manfred Mann HMV / Ascot                                        | — | — | — | UK3 (24 Wo.)UK | US141 (4 Wo.)US | Erstveröffentlichung: 11. September 1964 Format: LP, CD |
| 1964                           | The Manfred Mann Album Ascot                                                      | — | — | — | — | US35 (18 Wo.)US | Erstveröffentlichung: 17. September 1964 Format: LP |
| 1965                           | My Little Red Book of Winners! Ascot                                              | — | — | — | — | — | Erstveröffentlichung: Juli 1965 Format: LP |
| 1965                           | Mann Made HMV / Ascot                                                             | — | — | — | UK7 (11 Wo.)UK | — | Erstveröffentlichung: 15. Oktober 1965 Format: LP, CD |
| 1966                           | Pretty Flamingo United Artists Records                                            | — | — | — | — | — | Erstveröffentlichung: 19. Juli 1966 Format: LP |
| 1966                           | As Is Fontana                                                                     | — | — | — | UK22 (4 Wo.)UK | — | Erstveröffentlichung: 21. Oktober 1966 Format: LP, CD |
| 1968                           | The Mighty Quinn Mercury                                                          | — | — | — | — | US176 (5 Wo.)US | Erstveröffentlichung: 6. Mai 1968 Format: LP, CD |
| 1968                           | Mighty Garvey! Fontana                                                            | — | — | — | — | — | Erstveröffentlichung: 28. Juni 1968 Format: LP, CD |
| als Manfred Mann Chapter Three |                                                                                   | | | | | | |
|                                |                                                                                   | | | | | | |
| 1969                           | Manfred Mann Chapter Three Vertigo VO 3 847 902 VTY                               | — | — | — | — | — | Erstveröffentlichung: 7. November 1969 Format: LP, MC, CD |
| 1970                           | Manfred Mann Chapter Three, Volume Two Vertigo 6360 012                           | — | — | — | — | — | Erstveröffentlichung: 23. Oktober 1970 Format: LP, CD |
| als Manfred Mann’s Earth Band  |                                                                                   | | | | | | |
|                                |                                                                                   | | | | | | |
| 1972                           | Manfred Mann’s Earth Band * USA: Polydor PD 5015 / * UK & Europa: Philips 6308086 | — | — | — | — | US138 (6 Wo.)US | Erstveröffentlichung: * USA: 24. Januar 1972 * UK & Europa: 18. Februar 1972 Format: LP, CD                                                                        |
| 1972                           | Glorified Magnified Philips 6308125                                               | — | — | — | — | — | Erstveröffentlichung: 29. September 1972 Format: LP, CD |
| 1973                           | Messin’ / Get Your Rocks Off (nur US) Vertigo 6360 087                            | — | — | — | — | US196 (2 Wo.)US | Erstveröffentlichung: 15. Juni 1973 Format: LP, CD [US-Fassung nur LP Polydor PD 5050]                                                                             |
| 1973                           | Solar Fire Bronze ILPS 9265                                                       | — | — | — | UK— SilberUK | US96 (15 Wo.)US | Erstveröffentlichung: 30. November 1973 Format: LP, CD |
| 1974                           | The Good Earth Bronze ILPS 9306                                                   | — | — | — | — | US157 (3 Wo.)US | Erstveröffentlichung: 11. Oktober 1974 Format: LP, CD |
| 1975                           | Nightingales & Bombers Bronze ILPS 9337                                           | DE49 (1 Mt.)DE | — | — | — | US120 (10 Wo.)US | Erstveröffentlichung: 22. August 1975 Format: LP, CD |
| 1976                           | The Roaring Silence Bronze ILPS 9357                                              | DE26 (4½ Mt.)DE | AT10 (1 Mt.)AT | — | UK10 Silber · (9 Wo.)UK | US10 Gold · (37 Wo.)US | Erstveröffentlichung: 27. August 1976 Format: LP, CD |
| 1978                           | Watch Bronze BRON 507                                                             | DE3 Platin · (20 Mt.)DE | AT14 (4 Mt.)AT | — | UK33 (6 Wo.)UK | US83 (6 Wo.)US | Erstveröffentlichung: 24. Februar 1978 Format: LP, CD |
| 1979                           | Angel Station Bronze BRON 516                                                     | DE4 Gold · (57 Wo.)DE | AT6 (7 Mt.)AT | — | UK30 (8 Wo.)UK | US144 (13 Wo.)US | Erstveröffentlichung: 9. März 1979 Format: LP, CD |
| 1980                           | Chance Bronze BRON 529                                                            | DE11 (41 Wo.)DE | AT12 (2½ Mt.)AT | — | — | US87 (16 Wo.)US | Erstveröffentlichung: 10. Oktober 1980 Format: LP, CD |
| 1982                           | Somewhere in Afrika Bronze ML 4645 / BRON 543                                     | DE8 (16 Wo.)DE | — | — | UK87 (1 Wo.)UK | US40 (21 Wo.)US | Erstveröffentlichung: 15. November 1982 Format: LP, CD |
| 1986                           | Criminal Tango Virgin                                                             | DE17 (16 Wo.)DE | AT26 (½ Mt.)AT | CH5 (11 Wo.)CH | — | — | Erstveröffentlichung: 7. März 1986 mit Chris Thompson Format: LP, CD                                                                                               |
| 1987                           | Masque Virgin DIX 69                                                              | DE44 (4 Wo.)DE | — | — | — | — | Erstveröffentlichung: 16. Oktober 1987 Format: LP, CD: DIXCD 69 |
| als Manfred Mann’s Plain Music |                                                                                   | | | | | | |
|                                |                                                                                   | | | | | | |
| 1991                           | Plains Music Intuition                                                            | — | — | — | — | — | Erstveröffentlichung: 17. August 1991 Format: LP: INT 3062 1, MC: INT 3062 4, CD: INT 3062 2                                                                       |
| 1992                           | Plain Talking – Manfred Mann In Conversation with Andy Taylor Cohesion MM INT 1   | — | — | — | — | — | Erstveröffentlichung: 9. Oktober 1992 Interview-CD inkl. Joybringer und The Runner – nur in MM Box Set 1 erschienen Format: CD                                     |
| als Manfred Mann’s Earth Band  |                                                                                   | | | | | | |
|                                |                                                                                   | | | | | | |
| 1992                           | Manfred Mann’s Earth Band Box Set Cohesion                                        | — | — | — | — | — | Erstveröffentlichung: 9. Oktober 1992 Komplett-Veröffentlichung in Holz-Box inkl. Bonus-CD Plain Talking Format: 13-CD-Boxset: MM BOX SET 1                        |
| 1996                           | Soft Vengeance Grapevine GRACD213                                                 | DE65 (5 Wo.)DE | — | — | — | — | Erstveröffentlichung: 17. April 1996 Format: MC, CD |
| als Manfred Mann ’06           |                                                                                   | | | | | | |
|                                |                                                                                   | | | | | | |
| 2004                           | 2006 Edel 0157912ERE                                                              | — | — | — | — | — | Erstveröffentlichung: 14. Oktober 2004 Format: LP, CD |
| als Manfred Mann’s Earth Band  |                                                                                   | | | | | | |
|                                |                                                                                   | | | | | | |
| 2005                           | Odds & Sods – Mis-takes & Out-takes Creature MMBOOK1                              | — | — | — | — | — | Erstveröffentlichung: 28. Juli 2005 Format: 4 CD-Box Inhalt:zum größten Teil bisher unveröffentlichtes Material; auch aus Chapter Three Zeiten                     |
| 2011                           | 40th Anniversary Creature                                                         | — | — | — | — | — | Erstveröffentlichung: 2. Dezember 2011 Komplett-Veröffentlichung inkl. Bonus-CDs Leftovers, Encore & More und Live in Ersingen 2011 Format: 19-CD-Boxset: MMEBBOX1 |
| als Manfred Mann               |                                                                                   | | | | | | |
|                                |                                                                                   | | | | | | |
| 2014                           | Lone Arranger Creature MANNLP22                                                   | — | — | — | — | — | Erstveröffentlichung: 17. Oktober 2014 Format: LP, CD: MMCD 22, Deluxe Edition CD: MMCD22X                                                                         |

grau schraffiert: keine Chartdaten aus diesem Jahr verfügbar